# Elefant africà
Els elefants africans (Loxodonta) formen un gènere d'elefants que conté dos espècies, l'elefant africà de sabana (Loxodonta africana) i l'elefant africà de bosc (Loxodonta cyclotis).
Tot i que sovint es creu que el gènere rebé el nom de Georges Cuvier el 1825, Cuvier l'escrigué Loxodonte. Un autor anònim en romanitzà l'ortografia a Loxodonta i l'ICZN el reconeix com a autoritat autèntica.
Només s'han trobat fòssils d'elefant africà a Àfrica, on aparegueren a mitjans del Pliocè.